# Камп Нелсон (Калифорнија)
Камп Нелсон (енгл. Camp Nelson) насељено је место без административног статуса у америчкој савезној држави Калифорнија.

## Демографија
По попису из 2010. године број становника је 97.
| Група             | 2000.    | 2010.      |
| Белци             | 0 (0,0%) | 88 (90,7%) |
| Афроамериканци    | 0 (0,0%) | 0 (0,0%)   |
| Азијати           | 0 (0,0%) | 0 (0,0%)   |
| Хиспаноамериканци | 0 (0,0%) | 6 (6,2%)   |
| Укупно            | 0        | 97         |